# بريندان فير
بريندان جيكوب جويل فير (ولد في 29 أكتوبر 1977) ممثل سينمائي وتلفزيوني كندي

## نشأته
ولد فهر في نيو ويستمينيستر، كولومبيا البريطانية، عملت أمة مدير في الإصلاحية بينما عمل والده في شركة تصنيع يخت .

## روابط خارجية
- الموقع الرسمي
- بريندان فير على موقع IMDb (الإنجليزية)
- بريندان فير على موقع ألو سيني (الفرنسية)
- بريندان فير على موقع أول موفي (الإنجليزية)
- بريندان فير على موقع قاعدة بيانات الأفلام السويدية (السويدية)
- بريندان فير على موقع إن إن دي بي (الإنجليزية)
- بريندان فير على موقع قاعدة بيانات الفيلم (الإنجليزية)
- بريندان فير على موقع كينوبويسك (الروسية)